# Pezguera

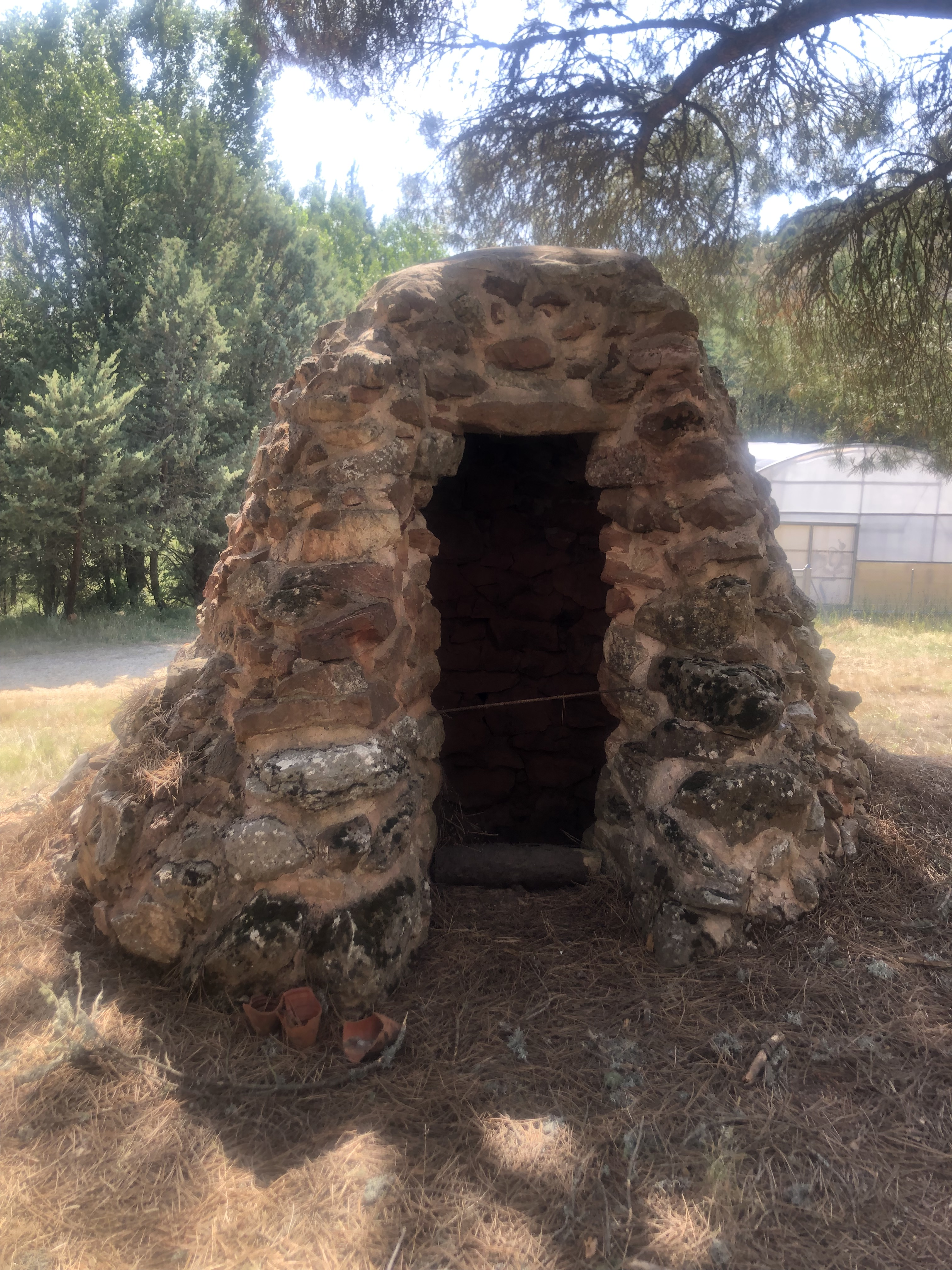
Parte superior de una pezguera reconstruida en Huerta de Rey.

La pezguera es un horno en el que se introducían tarros resinosos para obtener la pez, que es un tipo de brea.
Esta Pez era un producto que se obtenía de la resina en las zonas de pinares en ciertos pueblos de Castilla. La resina que se tomaba de los pinos, se llevaba al horno y en este se obtenía un aceite negruzco (pez) con diferentes usos.

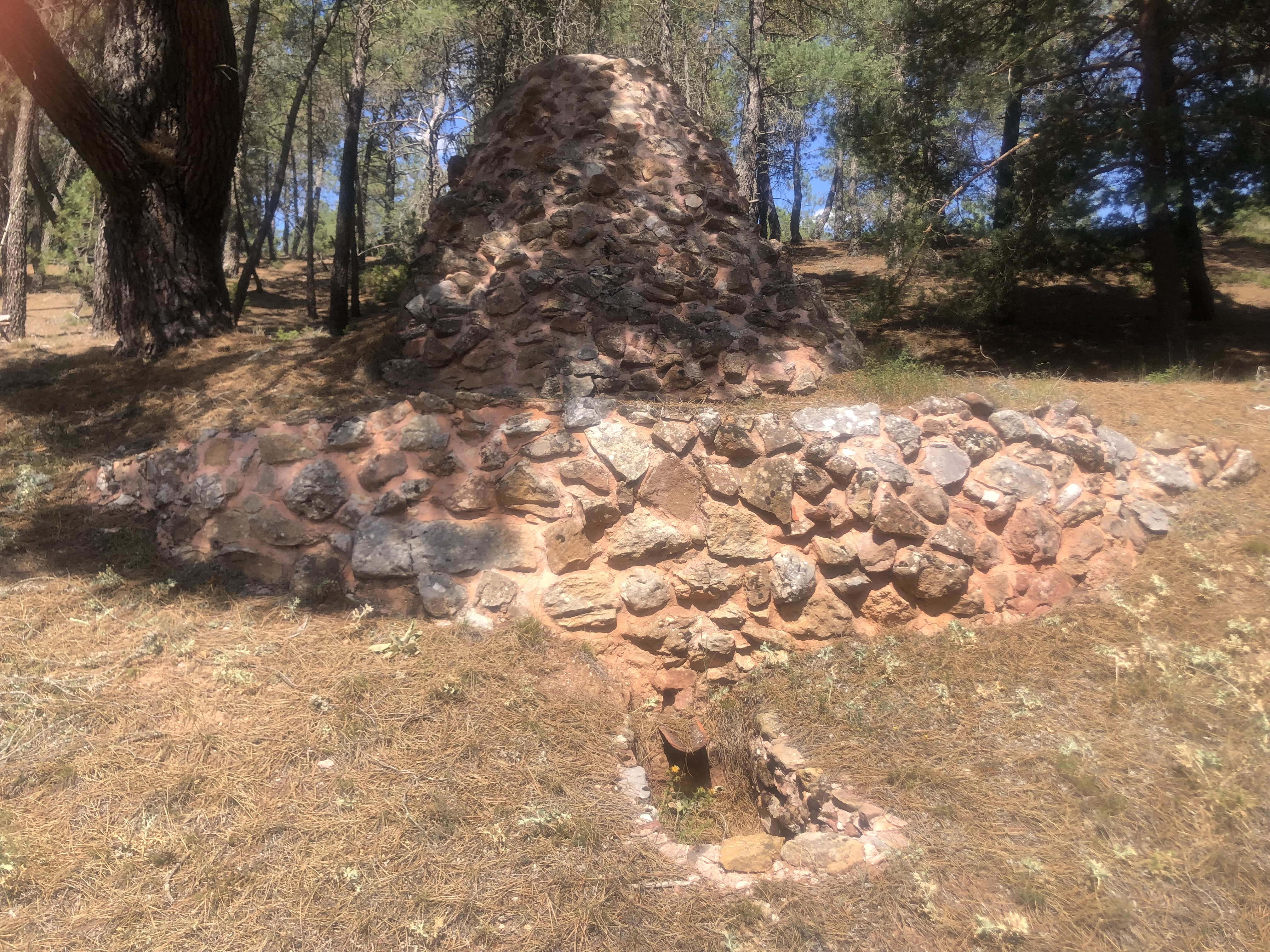
Vista general de una pezguera reconstruida en Huerta de Rey.

## Descripción
El horno constaba de dos o tres pozos, hechos de piedra rejuntada. Solían estar al lado de tierras arcillosas y arroyos, porque se necesitaba mucha agua para embarrar los hornos. Al hacer el precalentamiento del horno, el barro se cuece y se queda firmemente pegado a las paredes, como un termo. 
En el horno propiamente dicho, se ponían teas cortadas en astillas de unos 15 cm por 5, y apiladas derechas para que escurriera la pez. Abajo las aguantaba una solera formada por tres tablas, justo encima del encañe de losas por donde discurría el líquido. Arriba se completaba con el tasco, que era una tea menuda del desperdicio. Se tapaba la boca del horno con unas losas pasaderas, algunas hojalatas para hacer la chimenea y se prendía.
Jugando con el tiro de la chimenea se aumentaba o disminuía la temperatura de destilación. La tea iba esponjándose, vertiendo el alquitrán que caía a la triyuela alquitranera. Esta triyuela estaba completamente tapada con un vallerte de barro y encima céspedes para evitar la entrada del aire y sobre todo del agua, que hacía el mismo efecto que en el aceite hirviendo.
Al tercer día se introducía un palo para calibrar la pez obtenida y según el artesano veía lo manchada que quedaba se deducía el tamaño de la artesa o molde en que dejar solidificar el producto. Antes de pasar al molde el producto, se debía pasar el alquitrán con un cazo largo a otro pozo llamado triyuela cocedera, donde se prendía y se daba vueltas con un palo largo llamado horguinero y se removía para que no hiciese bombas.